# Севернефтегазпром
ООО «Севернефтегазпром» — одно из основных добывающих предприятий, входящих в Группу «Газпром», акционерами которого также являются немецкие компании «Винтерсхалл Дэа ГмбХ» и ОМВ Эксплорейшн энд Продакшн ГмбХ.
Основными направлениями деятельности ОАО «Севернефтегазпром» являются добыча, сбор, подготовка к транспорту и реализация природного газа, проведение поисковых и геологоразведочных работ, деятельность заказчика-застройщика.

## История
9 января 1998 года для освоения нефтегазоконденсатных месторождений Ямало-Ненецкого автономного округа Тюменской области было основано общество с ограниченной ответственностью "Севернефтегазпром". 1 июня 2001 года ООО "Севернефтегазпром" преобразовано в открытое акционерное общество с местом нахождения в с. Красноселькуп, Красноселькупского района, Ямало-Ненецкого автономного округа.
18 декабря 2007 года в центральном офисе ОАО «Газпром» состоялась торжественная церемония, посвященная вводу в эксплуатацию Южно-Русского месторождения в присутствии Первого заместителя Председателя Правительства РФ, Председателя Совета директоров ОАО «Газпром» Дмитрия Анатольевича Медведева и вице-канцлера, министра иностранных дел Германии Франка-Вальтера Штайнмайера.
Спустя два года Южно-Русское месторождение было выведено на проектную мощность с добычей газа в объеме 25 млрд м³ в год с опережением на 1 год.
19 декабря 2023 года Президент РФ В. Путин издал указ №965, которым поручил Правительству РФ создать новые российские компании для управления Южно-Русским нефтегазоконденсатным месторождением. На основании постановления Правительства РФ № 810 от 15 июня 2024 года должны быть созданы три новых компании: ООО «Севернефтегазпром», ООО «Газпром ЮРГМ Трейдинг» и ООО «Газпром ЮРГМ Девелопмент», при этом доли иностранных акционеров в АО «Севернефтегазпром» должны перейти к ООО «Севернефтегазпром». Затем доли в «Севернефтегазпроме», «Газпром ЮРГМ Девелопмент» и «Газпром ЮРГМ Трейдинг», которые перейдут на баланс этих обществ, будут проданы АО «СОГАЗ», а денежные средства, вырученные от этой продажи, будут зачислены на счета типа «С», открытые на имя соответствующих иностранных акционеров АО «Севернефтегазпром», АО «Газпром ЮРГМ Трейдинг», АО «Газпром ЮРГМ Трейдинг».

## Акционеры и руководство

### Акционеры
Акционерами ОАО «Севернефтегазпром» являются российский газовый концерн ПАО «Газпром» (40 %) и два мировых лидера нефтегазовой отрасли — компании Винтерсхалл Дэа ГмбХ (35 %) и ОМВ Эксплорейшн энд Продакшн ГмбХ (25 %).

### Корпоративное управление
Высшим органом управления является Общее собрание акционеров ОАО «Севернефтегазпром», общее руководство деятельностью компании осуществляет Совет директоров ОАО «Севернефтегазпром», при котором сформирован Комитет по техническим вопросам. Текущее руководство деятельностью «Севернефтегазпрома» возлагается на Генерального директора, являющегося единоличным исполнительным органом компании. Проверку финансово-хозяйственной деятельности осуществляет Аудитор.

### Совет директоров
В Совет директоров компании входят (январь 2021 года):
- Медведев Александр Иванович
- Михайлова Елена Владимировна
- Меньшиков Сергей Николаевич
- Гришин Дмитрий Сергеевич
- Тило Виланд (Thilo Wieland)
- Марио Мерен (Mario Mehren)
- Йоханн Плайнингер (Johann Pleininger)
- Томас Жэфри Моррис (Thomas Geoffrey Morris )

### Руководители
Руководители компании:
- Михаил Васильевич Чупрунов (1998-2001)
- Ахтям Зиевич Идрисов (2001-2003)
- Эдуард Юрьевич Худайнатов (2003—2008)
- Александр Павлович Попов (2008—2011)
- Станислав Евгеньевич Цыганков (2011-2015)
- Владимир Владимирович Дмитрук (с 2015)

## Деятельность

### Запасы и добыча
Проектный уровень годовой добычи компании - 25 млрд м³ газа в год.
ОАО «Севернефтегазпром» является владельцем лицензии на право геологического изучения и добычи углеводородного сырья в пределах Южно-Русского участка недр. На территории участка расположены три месторождения: Южно-Русское (введено в разработку в 2007 году), Яровое и Западно-Часельское (числящиеся на государственном балансе как разведываемые).
Главным инновационным проектом, реализующимся ОАО «Севернефтегазпром» на Южно-Русском месторождении, является промышленное освоение туронской газовой залежи. Это трудноизвлекаемые залежи, запасы которых лишь в Западной Сибири оцениваются в 3 трлн м³ газа. ОАО «Севернефтегазпром» стала первой в России компанией, начавшей добычу турона. В апреле 2012 года состоялась торжественная церемония запуска первой эксплуатационной скважины туронской залежи, что положило начало новому этапу развития газовой промышленности, предполагающего освоение трудноизвлекаемых запасов газа.
14 февраля «Севернефтегазпром» начал строительство новой эксплуатационной скважины для добычи трудноизвлекаемого газа туронской газовой залежи на Южно-Русском месторождении. Полученная в процессе строительства и реализации скважины геолого-промысловая информация станет основой для создания общей концепции освоения трудноизвлекаемых запасов газа
.

## Стратегия развития
До 2023 года компания планирует сохранить текущий объем добычи газа (25 миллиардов кубометров), расширить границы лицензионного участка, ввести в эксплуатацию в 2021 году на месторождении второго дожимного компрессорного цеха в составе шести газоперерабатывающих агрегатов единичной мощностью 16 МВт.

## Южно-Русское нефтегазоконденсатное месторождение
Южно-Русское нефтегазоконденсатное месторождение расположено в Северо-Восточной части Западной Сибири в Красноселькупском районе Ямало-Ненецкого автономного округа Тюменской области, в Восточной части Тазовского нефтегазоносного района Пур-Тазовской нефтегазоносной области.
Месторождение является одним из крупнейших в России по объемам запасов. На его территории находятся все виды углеводородного сырья: газ, газовый конденсат и нефть, залегающие на глубинах от 760 до 3 300 метров. Основные запасы газа сосредоточены в сеноманских отложениях и вторых по значимости туронских залежах — самых верхних от поверхности земли пластах.
На сегодняшний день суммарные запасы Южно-Русского месторождения оцениваются в 1 трлн м³ газа. Запасы газа по категории А+В+С1 составляют 825,2 млрд м³, по категории С2 — 208,9 млрд м³, нефть — 5,7 млн тонн.

## Международные проекты

### Северный Поток
Газ Южно-Русского месторождения, разрабатываемого компанией, составляет основу ресурсной базы первой нитки газопровода «Северный Поток» производительностью 27,5 млрд м³ газа в год.. 
После выхода на проектную мощность обеих ниток производительность «Северного потока» составит 55 млрд м³ газа в год.
Целевыми рынками поставок газа являются Германия, Великобритания, Нидерланды, Франция, Дания и другие западноевропейские страны.
Компания продает весь добываемый газ трем российским юридическим лицам. Пропорции продажи совпадают с долями трех акционеров, иностранные акционеры Севернефтегазпрома имеют в компаниях-покупателях по одной привилегированной акции, 100% обычных акций принадлежат Газпрому.

## Социальная политика и благотворительность
ОАО «Севернефтегазпром» осуществляет хозяйственную деятельность на территориях г. Новый Уренгой, Красноселькупского и Пуровского районов Ямало-Ненецкого автономного округа.
Компания проводит мероприятия, направленные на социально-экономическое развитие этих территорий, оказывает значительную поддержку традиционным отраслям сельского хозяйства и быта малочисленных народов Севера, участвует в реализации муниципальных программ, укреплении материально-технической базы муниципальных учреждений системы дошкольного и школьного образования, культуры, спорта и молодежной политики, оказывает благотворительную помощь ветеранам, пенсионерам, детям с ограниченными возможностями, общественным некоммерческим организациям, религиозным учреждениям..
На средства и по заказу ОАО «Севернефтегазпром» перед главным зданием компании установлена в 2018 году скульптура «Печальный ангел» (в ранней авторской версии) известного петербургского скульптора малых форм и кукольника Романа Шустрова.